# Joglland
Joglland je region v Rakousku. Zaujímá severovýchodní část Štýrska, od Dolních Rakous jej odděluje pohoří Wechsel dosahující nadmořské výšky až 1742 metrů. Název dostal podle vesnice Sankt Jakob im Walde („Jogl“ je místní domácká podoba jména Jakub), dalšími významnými sídly jsou Weiz, Hartberg, Pöllau, Krieglach a Vorau. Krajinou protékají řeky Feistritz a Lafnitz. Joglland je kopcovitá země s borovými, smrkovými a dubovými lesy, pro své přírodní bohatství byla vyhlášena turistickým regionem Joglland–Waldheimat (Kraftspendedörfer Joglland), chráněným územím je vrchoviště Sommersguter Moor. Zdejší krajinu a lidi popsal ve svých dílech spisovatel Peter Rosegger, místní rodák.